# Liste der Nintendo-Switch-Spiele/P
| Titel                                                               | Entwickler                   | Herausgeber                                     | Genre                                 | Handel | Veröffentlichung D/A/CH                     |
| ------------------------------------------------------------------- | ---------------------------- | ----------------------------------------------- | ------------------------------------- | ------ | ------------------------------------------- |
| Pac-Man Championship Edition 2 Plus Retail: Namco Museum Arcade PAC | Bandai Namco Studios         | Bandai Namco Entertainment                      | Action                                | Ja     | 22. Februar 2018 Retail: 28. September 2018 |
| Pack Master                                                         | Lion Studios                 | Forever Entertainment                           | Puzzle                                | Nein   | 11. Juni 2020                               |
| Pacific Wings                                                       | Sprakelsoft                  | Sprakelsoft                                     | Shoot ’em up                          | Nein   | 23. August 2019                             |
| Packet Queen #                                                      | INFOARISE Co., Ltd.          | Studio F-Sharp                                  | Puzzle                                | Nein   | 1. März 2018                                |
| Paladins: Champions of the Realm                                    | Hi-Rez Studios               | Hi-Rez Studios                                  | Helden-Shooter                        | Nein   | 12. Juni 2018                               |
| Palm Reading Premium                                                | Crazysoft                    | Crazysoft                                       | Party                                 | Nein   | 14. November 2018                           |
| Panda Hero                                                          | Caipirinha Games             | Markt+Technik                                   | Simulation                            | Ja     | 10. Oktober 2018 Retail: 22. November 2018  |
| Pang Adventures                                                     | DotEmu                       | DotEmu                                          | Action                                | Nein   | 3. Januar 2019                              |
| Pankapu                                                             | Too Kind Studio              | Playdius                                        | Action-Adventure                      | Nein   | 28. September 2017                          |
| Pantsu Hunter: Back to the 90s                                      | Ascension Dream              | Evgeniy Kolpakov                                | Adventure                             | Nein   | 29. August 2019                             |
| Panty Party                                                         | Animu Game                   | Cosen                                           | Shoot ’em up Arcade                   | Nein   | 25. April 2019                              |
| Panzer Dragoon: Remake                                              | Megapixel Studio             | Forever Entertainment Retail: Limited Run Games | Action                                | Ja     | 26. März 2020 Retail: 27. März 2020         |
| Paper Dolls Original                                                | Beijing Litchi Culture Media | CIRCLE Entertainment                            | Adventure                             | Nein   | 19. September 2019                          |
| Paper Mario: Die Legende vom Äonentor                               | Intelligent Systems Tose     | Nintendo                                        | Rollenspiel                           | Ja     | 23. Mai 2024                                |
| Paper Mario: The Origami King                                       | Intelligent Systems          | Nintendo                                        | Rollenspiel Action-Adventure          | Ja     | 17. Juli 2020                               |
| Paper Train                                                         | isTom Games                  | isTom Games                                     | Puzzle                                | Nein   | 26. September 2019                          |
| Paper Wars: Cannon Fodder Devastated                                | iFun4All                     | iFun4All                                        | Tower Defense                         | Nein   | 1. März 2018                                |
| Paperbound Brawlers                                                 | Dissident Logic              | Dissident Logic                                 | Shoot ’em up                          | Nein   | 8. März 2019                                |
| Paradox Soul                                                        | Ritual Games                 | Ratalaika Games                                 | Adventure                             | Nein   | 5. Juli 2019                                |
| Parallel                                                            | Polymad                      | 34BigThings                                     | Puzzle                                | Nein   | 8. Juni 2018                                |
| Paranautical Activity                                               | Digerati                     | Digerati                                        | Action                                | Nein   | 26. Juni 2018                               |
| Party Arcade                                                        | FarSight Studios             | FarSight Studios                                | Party                                 | Nein   | 17. Dezember 2018                           |
| Party Crashers                                                      | Giant Margarita              | Giant Margarita                                 | Party                                 | Nein   | 4. Oktober 2018                             |
| Party Golf                                                          | Giant Margarita              | Giant Margarita                                 | Sport                                 | Nein   | 19. Oktober 2017                            |
| Party Hard                                                          | tinyBuild Games              | tinyBuild Games                                 | Stealth                               | Nein   | 22. November 2018                           |
| Party Treats                                                        | QubicGames                   | QubicGames                                      | Puzzle                                | Nein   | 25. Oktober 2019                            |
| Party Trivia                                                        | Sabec                        | Sabec                                           | Party                                 | Nein   | 18. April 2018                              |
| Passpartout: The Starving Artist                                    | Smile Axe                    | Smile Axe                                       | Simulation                            | Nein   | 18. Oktober 2018                            |
| Path of Giants                                                      | Journey Bound Games          | Journey Bound Games                             | Adventure Puzzle                      | Nein   | 14. April 2020                              |
| Path to Mnemosyne                                                   | DevilishGames                | Hidden Trap                                     | Adventure                             | Nein   | 3. April 2019                               |
| Path of Sin: Greed                                                  | Cordelia Games               | Artifex Mundi                                   | Adventure                             | Nein   | 22. August 2019                             |
| Pato Box                                                            | Bromio                       | Bromio                                          | Fighting                              | Nein   | 9. Juli 2018                                |
| PAW Patrol: Im Einsatz                                              | Spin Master                  | Outright Games                                  | Platformer                            | Ja     | 26. September 2018 Retail: 26. Oktober 2018 |
| Pawarumi                                                            | Manufacture 43               | Manufacture 43                                  | Shoot 'em up                          | Nein   | 24. Juli 2019                               |
| Payday 2                                                            | Overkill Software            | Starbreeze                                      | Ego-Shooter                           | Ja     | 23. Februar 2018                            |
| PBA Pro Bowling                                                     | FarSight Studios             | FarSight Studios                                | Bowling                               | Nein   | 22. Oktober 2019                            |
| PC Building Simulator                                               | The Irregular Corporation    | The Irregular Corporation                       | Simulation                            | Nein   | 13. August 2019                             |
| Pecaminosa - A Deadly Hand                                          | Cereal Games                 | 2Awesome Studio                                 | Computer-Rollenspiel                  | Nein   | 28. Februar 2024                            |
| Peace, Death! Complete Edition                                      | Hypertrain Digital           | Hypertrain Digital                              | Puzzle                                | Nein   | 21. November 2018                           |
| Peasant Knight                                                      | 4AM Games                    | Ratalaika Games                                 | Platformer                            | Nein   | 22. März 2019                               |
| Pelican and Medjed                                                  | Ukita Construction           | Ukita Construction                              | Puzzle                                | Nein   | 1. August 2019                              |
| Penguin Wars                                                        | Dispatch Games               | Dispatch Games                                  | Action                                | Ja     | 27. Juni 201 Retail: 22. August 2019        |
| Penny-Punching Princess                                             | NIS America                  | NIS America                                     | Fighting                              | Ja     | 30. März 2018                               |
| Perception                                                          | The Deep End Games           | The Deep End Games                              | Survival Horror                       | Nein   | 31. Oktober 2017                            |
| Percy's Predicament Deluxe                                          | Maestro Interactive          | Maestro Interactive                             | Adventure                             | Nein   | 7. Februar 2019                             |
| Perfect Angle                                                       | Ivanovich Games              | Ivanovich Games                                 | Puzzle                                | Nein   | 3. Mai 2018                                 |
| Perils of Baking                                                    | Lillymo Games                | Eastasiasoft Limited                            | Adventure                             | Nein   | 14. November 2019                           |
| Perry Pig Jump                                                      | EntwicklerX                  | EntwicklerX                                     | Platformer                            | Nein   | 24. Januar 2019                             |
| Perseverance                                                        | Tap It Games Bit Golem       | Cool Small Games                                | Adventure                             | Nein   | 1. November 2019                            |
| Persian Nights: Sands of Wonders                                    | Artifex Mundi                | Artifex Mundi                                   | Adventure                             | Nein   | 17. August 2018                             |
| Persona 3 Portable                                                  | Atlus                        | Sega                                            | Rollenspiel                           | Nein   | 19. Januar 2023                             |
| Persona 4 Arena Ultimax                                             | Arc System Works P-Studio    | Sega                                            | Kampfspiel                            | Nein   | 17. März 2022                               |
| Persona 4 Golden                                                    | Atlus                        | Sega                                            | Rollenspiel                           | Nein   | 19. Januar 2023                             |
| Persona 5 Royal                                                     | Atlus                        | Sega                                            | Rollenspiel                           | Ja     | 21. Oktober 2022                            |
| Persona 5 Strikers                                                  | Omega Force P-Studio         | Sega                                            | Action-Rollenspiel Hack and Slay      | Ja     | 23. Februar 2021                            |
| Persona 5 Tactica                                                   | P-Studio                     | Sega                                            | Strategie-Rollenspiel                 | Ja     | 17. November 2023                           |
| Personality and Psychology Premium                                  | Crazysoft                    | Crazysoft                                       | Lifestyle                             | Nein   | 18. Oktober 2018                            |
| Pet Care                                                            | Ultimate Games               | Ultimate Games                                  | Puzzle                                | Nein   | 14. Februar 2019                            |
| Pet Shop Snacks                                                     | Cool Small Games             | Cool Small Games                                | Puzzle                                | Nein   | 4. Oktober 2019                             |
| Petoons Party                                                       | Petoons Studio               | Petoons Studio                                  | Party Puzzle                          | Nein   | 20. September 2019                          |
| Pew Paw                                                             | Drageus Games                | Drageus Games                                   | Shoot ’em up                          | Nein   | 12. Juni 2020                               |
| Phantaruk                                                           | Polyslash                    | Forever Entertainment                           | Adventure                             | Nein   | 30. August 2018                             |
| Phantom Breaker: Battle Grounds Overdrive                           | MAGES                        | MAGES                                           | Fighting                              | Nein   | 7. Dezember 2017                            |
| Phantom Doctrine                                                    | CreativeForge Games          | Forever Entertainment                           | Rollenspiel Simulation                | Nein   | 13. Juni 2019                               |
| Phantom Trigger                                                     | Bread Team                   | tinyBuild Games                                 | Action                                | Nein   | 10. August 2017                             |
| PHAR LAP - Horse Racing Challenge                                   | PikPok                       | Tru Blu Games                                   | Pferderennen                          | Nein   | 30. Januar 2020                             |
| Phoenix Wright: Ace Attorney Trilogy                                | Capcom                       | Capcom                                          | Visual Novel Adventure                | Nein   | 9. April 2019                               |
| Photon Cube                                                         | Smile Axe                    | Smile Axe                                       | Puzzle                                | Nein   | 28. Juni 2018                               |
| Physical Contact: 2048                                              | Collavier Corporation        | Collavier Corporation                           | Puzzle                                | Nein   | 7. September 2017                           |
| Physical Contact: Picture Place                                     | Collavier Corporation        | Collavier Corporation                           | Puzzle                                | Nein   | 28. September 2017                          |
| Physical Contact: SPEED                                             | Collavier Corporation        | Collavier Corporation                           | Kartenspiel                           | Nein   | 27. Juli 2017                               |
| Pianista: The Legendary Virtuoso                                    | Superb Corp.                 | Superb Corp.                                    | Rhythmusspiel                         | Nein   | 25. Oktober 2018                            |
| Piano                                                               | Sabec                        | Sabec                                           | Musik                                 | Nein   | 15. Mai 2020                                |
| Pic-a-Pic Deluxe                                                    | Lightwood Games              | Lightwood Games                                 | Puzzle                                | Nein   | 4. Januar 2018                              |
| Pic-a-Pic Pieces                                                    | Lightwood Games              | Lightwood Games                                 | Puzzle                                | Nein   | 3. Januar 2019                              |
| PICO PARK                                                           | TECOPARK                     | TECOPARK                                        | Puzzle                                | Nein   | 8. Juni 2019                                |
| Picross Lord of the Nazarick                                        | Jupiter Corporation          | Jupiter Corporation                             | Puzzle                                | Nein   | 25. Juli 2019                               |
| Picross S                                                           | Jupiter Corporation          | Jupiter Corporation                             | Puzzle                                | Nein   | 28. September 2017                          |
| Picross S2                                                          | Jupiter Corporation          | Jupiter Corporation                             | Puzzle                                | Nein   | 2. August 2018                              |
| Picross S3                                                          | Jupiter Corporation          | Jupiter Corporation                             | Puzzle                                | Nein   | 25. April 2019                              |
| Picross S4                                                          | Jupiter Corporation          | Jupiter Corporation                             | Puzzle                                | Nein   | 23. April 2020                              |
| Picross S5                                                          | Jupiter Corporation          | Jupiter Corporation                             | Puzzle                                | Nein   | 26. November 2020                           |
| Picture Painting Puzzle 1000!                                       | SUCCESS                      | SUCCESS                                         | Puzzle                                | Nein   | 8. November 2018                            |
| Piczle Colors                                                       | Score Studios                | Rainy Frog                                      | Puzzle                                | Nein   | 31. Januar 2019                             |
| Piczle Cross Adventure                                              | Score Studios                | Plug In Digital                                 | Adventure Puzzle                      | Nein   | 17. April 2020                              |
| Piczle Lines DX                                                     | Score Studios                | Rainy Frog                                      | Puzzle                                | Nein   | 24. August 2017                             |
| Piczle Lines DX 500 More Puzzles                                    | Score Studios                | Rainy Frog                                      | Puzzle                                | Nein   | 26. Juli 2018                               |
| Pig Eat Ball                                                        | Mommy’s Best Games           | Mommy’s Best Games                              | Adventure                             | Nein   | 17. Oktober 2019                            |
| Pikuniku                                                            | Devolver Digital             | Devolver Digital                                | Puzzle                                | Nein   | 24. Januar 2019                             |
| Pillar                                                              | Michael Hicks                | Michael Hicks                                   | Puzzle                                | Nein   | 5. März 2019                                |
| Pillars of Eternity: Complete Edition                               | Obsidian Entertainment       | Versus Evil                                     | Rollenspiel                           | Nein   | 8. August 2019                              |
| Pilot Sports                                                        | Eurovideo                    | Eurovideo                                       | Sport                                 | Nein   | 27. September 2018                          |
| Pinball FX 3                                                        | Zen Studios                  | Zen Studios                                     | Flipper                               | Nein   | 12. Dezember 2017                           |
| Pinball Lockdown                                                    | Onteca                       | Onteca                                          | Flipper                               | Nein   | 5. Juni 2020                                |
| Pine                                                                | Twirlbound                   | Kongregate                                      | Action-Adventure                      | Nein   | 26. November 2019                           |
| Ping Pong Trick Shot EVOLUTION                                      | SIMS                         | Starsign                                        | Puzzle                                | Nein   | 7. Februar 2019                             |
| Pinstripe                                                           | Armor Games Studios          | Armor Games Studios                             | Puzzle-Adventure                      | Nein   | 25. Oktober 2018                            |
| Pipe Push Paradise                                                  | Digerati                     | Digerati                                        | Puzzle                                | Nein   | 24. Dezember 2018                           |
| Pirat Pop Plus                                                      | 13AM Games                   | dadako                                          | Arcade                                | Nein   | 31. Mai 2018                                |
| Pirates: All Aboard!                                                | QubicGames                   | QubicGames                                      | Fighting                              | Nein   | 13. April 2018                              |
| Pirates Pinball                                                     | EnjoyUp Games                | EnjoyUp Games                                   | Flipper                               | Nein   | 1. März 2019                                |
| Pitfall Planet                                                      | Abstraction Games            | Abstraction Games                               | Puzzle Adventure                      | Nein   | 4. April 2019                               |
| Pity Pit                                                            | eastasiasoft                 | eastasiasoft                                    | Action                                | Nein   | 11. Juni 2020                               |
| Pix the Cat                                                         | Pastagames                   | Playdigious                                     | Arcade                                | Nein   | 8. August 2019                              |
| PixARK                                                              | Studio Wildcard              | Snail Games USA                                 | Adventure Rollenspiel                 | Ja     | 31. Mai 2019                                |
| Pixbox                                                              | Digital Melody               | Forever Entertainment                           | Arcade                                | Nein   | 12. Juni 2020                               |
| Pixel Action Heroes                                                 | Cypronia                     | Cypronia                                        | Ego-Shooter                           | Nein   | 3. August 2018                              |
| Pixel Devil and the Broken Cartridge                                | Black Sun Game Publishing    | Black Sun Game Publishing                       | Platformer                            | Nein   | 27. Februar 2019                            |
| Pixel Gladiator                                                     | Flying Islands Team          | Drageus Games                                   | Shoot 'em up                          | Nein   | 25. Oktober 2019                            |
| PixelJunk Monsters 2                                                | Q-Games                      | Spike Chunsoft Retail: Limited Run Games        | Tower Defense                         | Ja     | 30. Mai 2018 Retail: 3. Juni 2018           |
| Pizza Bar Tycoon                                                    | Baltoro Games                | Baltoro Games                                   | Simulation                            | Nein   | 25. Oktober 2019                            |
| Pizza Parking                                                       | I.V.O Games                  | I.V.O Games                                     | Simulation                            | Nein   | 7. Februar 2019                             |
| Pizza Titan Ultra                                                   | Breakfall                    | Breakfall                                       | Platformer                            | Nein   | 19. Oktober 2018                            |
| Plague Inc: Evolved                                                 | Ndemic Creations             | Ndemic Creations                                | Simulation Strategie                  | Nein   | 2. August 2019                              |
| Plague Road                                                         | Arcade Distillery            | Arcade Distillery                               | Strategie                             | Nein   | 21. Dezember 2017                           |
| Planescape: Torment and Icewind Dale: Enhanced Editions             | BioWare MumboJumbo           | Skybound Games                                  | Rollenspiel                           | Ja     | 15. Oktober 2019                            |
| Planet Alpha                                                        | Adrian Lazar                 | Team17                                          | Platformer                            | Nein   | 4. September 2018                           |
| Planet RIX-13                                                       | Sometimes You                | Sometimes You                                   | Adventure                             | Nein   | 16. Januar 2019                             |
| Plantera: Deluxe Edition                                            | VaragtP                      | Ratalaika Games                                 | Simulation                            | Nein   | 12. Dezember 2017                           |
| planetarian                                                         | Prototype                    | Prototype                                       | Adventure                             | Nein   | 31. Januar 2019                             |
| Planetary Defense Force                                             | Blue Sunset Games            | Blue Sunset Games                               | Shoot 'em up                          | Nein   | 7. Januar 2020                              |
| PlataGO! Super Platform Game Maker                                  | Super Icon Ltd.              | Pqube                                           | Sandbox                               | Nein   | 13. Juni 2019                               |
| Please, Don't Touch Anything                                        | ForwardXP                    | ForwardXP                                       | Simulation Puzzle                     | Nein   | 22. November 2018                           |
| Please The Gods                                                     | Surma Games                  | Ultimate Games                                  | Rollenspiel                           | Nein   | 3. Februar 2020                             |
| Pocket Academy                                                      | Kairosoft                    | Kairosoft                                       | Strategie                             | Nein   | 7. Februar 2019                             |
| Pocket Arcade Story                                                 | Kairosoft                    | Kairosoft                                       | Simulation                            | Nein   | 30. April 2020                              |
| Pocket Clothier                                                     | Kairosoft                    | Kairosoft                                       | Simulation                            | Nein   | 5. September 2019                           |
| Pocket Harvest                                                      | Kairosoft                    | Kairosoft                                       | Strategie                             | Nein   | 2. April 2019                               |
| Pocket League Story                                                 | Kairosoft                    | Kairosoft                                       | Simulation                            | Nein   | 16. Mai 2019                                |
| Pocket Mini Golf                                                    | Vivid Games                  | QubicGames                                      | Minigolf                              | Nein   | 20. März 2020                               |
| Pocket Rumble                                                       | Cardboard Robot Games        | Chucklefish Games                               | Fighting                              | Nein   | 5. Juli 2018                                |
| Pocket Stables                                                      | Kairosoft                    | Kairosoft                                       | Simulation                            | Nein   | 10. Oktober 2019                            |
| Pode                                                                | Henchman & Goon              | Henchman & Goon                                 | Puzzle                                | Nein   | 21. Juni 2018                               |
| Poi – Explorer Edition (Retail nicht in Deutschland verfügbar)      | PolyKid Games                | Alliance Digital Media                          | Platformer                            | Ja     | 24. November 2017                           |
| Poisoft Thud Card                                                   | Poisoft                      | Poisoft                                         | Kartenspiel                           | Nein   | 1. März 2018                                |
| Pokémon: Let’s Go, Evoli!                                           | Game Freak                   | Nintendo                                        | Rollenspiel                           | Ja     | 16. November 2018                           |
| Pokémon: Let’s Go, Pikachu!                                         | Game Freak                   | Nintendo                                        | Rollenspiel                           | Ja     | 16. November 2018                           |
| Pokémon Home                                                        | Game Freak                   | Nintendo                                        | Hilfsanwendung                        | Nein   | 12. Februar 2020                            |
| Pokémon Karmesin                                                    | Game Freak                   | Nintendo The Pokémon Company                    | Rollenspiel                           | Ja     | 18. November 2022                           |
| Pokémon Leuchtende Perle                                            | ILCA                         | Nintendo The Pokémon Company                    | Rollenspiel                           | Ja     | 19. November 2021                           |
| Pokémon Mystery Dungeon: Retterteam DX                              | Game Freak                   | Nintendo                                        | Rollenspiel                           | Ja     | 6. März 2020                                |
| Pokémon Purpur                                                      | Game Freak                   | Nintendo The Pokémon Company                    | Rollenspiel                           | Ja     | 18. November 2022                           |
| Pokémon Quest                                                       | Game Freak                   | The Pokémon Company                             | Adventure                             | Nein   | 30. Mai 2018                                |
| Pokémon Schild                                                      | Game Freak                   | Nintendo The Pokémon Company                    | Rollenspiel                           | Ja     | 15. November 2019                           |
| Pokémon Schwert                                                     | Game Freak                   | Nintendo The Pokémon Company                    | Rollenspiel                           | Ja     | 15. November 2019                           |
| Pokémon Strahlender Diamant                                         | ILCA                         | Nintendo The Pokémon Company                    | Rollenspiel                           | Ja     | 19. November 2021                           |
| Pokémon Tekken DX                                                   | Bandai Namco Studios         | Nintendo The Pokémon Company                    | Fighting                              | Ja     | 22. September 2017                          |
| Pokémon-Legenden: Arceus                                            | Game Freak                   | Nintendo The Pokémon Company                    | Rollenspiel                           | Ja     | 28. Januar 2022                             |
| Police Stories                                                      | Mighty Morgan                | HypeTrain Digital                               | Action                                | Nein   | 20. September 2019                          |
| Poly Bridge                                                         | Dry Cactus                   | Dry Cactus                                      | Puzzle                                | Nein   | 14. Dezember 2017                           |
| Poly Puzzle                                                         | Forever Entertainment        | Forever Entertainment                           | Puzzle                                | Nein   | 12. März 2020                               |
| Polygod                                                             | Krafted Games                | Krafted Games                                   | Ego-Shooter                           | Nein   | 17. August 2018                             |
| Polyroll                                                            | Spicy Gyro Games             | HOF Studios                                     | Platformer                            | Nein   | 31. Oktober 2019                            |
| PONG Quest                                                          | Insane Code                  | Insane Code                                     | Rennspiel                             | Nein   | 7. Mai 2020                                 |
| Pool                                                                | Sabex                        | Sabex                                           | Sport                                 | Nein   | 20. Februar 2018                            |
| Pool Panic                                                          | Rekim                        | Adult Swim Games                                | Adventure                             | Nein   | 23. Juli 2018                               |
| Pooplers                                                            | Art Games Studio             | Ultimate Games                                  | Party                                 | Nein   | 20. März 2020                               |
| Pop the Bubbles                                                     | Digital Game Group           | Digital Game Group                              | Adventure                             | Nein   | 5. Juni 2020                                |
| Portal Dogs                                                         | Brain Connected              | Brain Connected                                 | Platformer                            | Nein   | 25. Februar 2020                            |
| Portal Knights                                                      | Keen Games                   | 505 Games                                       | Action-Adventure Computer-Rollenspiel | Ja     | 23. November 2017 Retail: 8. Februar 2018   |
| Power Rangers: Battle for the Grid                                  | nWay                         | nWay                                            | Beat 'em up                           | Nein   | 26. März 2019                               |
| Premium Pool Arena                                                  | Iceflake Studios             | Bigben Interactive                              | Sport                                 | Nein   | 6. Februar 2018                             |
| President F.net                                                     | Flyhigh Works                | Flyhigh Works                                   | Kartenspiel                           | Nein   | 25. März 2019                               |
| Pressure Overdrive                                                  | Chasing Carrots              | Chasing Carrots                                 | Rennspiel                             | Nein   | 4. April 2019                               |
| Preventive Strike                                                   | TocanaDev                    | SimFabric                                       | Shoot 'em up                          | Nein   | 3. Mai 2019                                 |
| Princess Closet                                                     | Ciagram                      | OperaHouse                                      | Visual Novel                          | Nein   | 30. April 2020                              |
| Princess Maker: Faery Tales Come True                               | CFK                          | CFK                                             | Adventure Rollenspiel                 | Nein   | 23. Dezember 2019                           |
| Prison Architect: Nintendo Switch Edition                           | Introversion Software        | Introversion Software                           | Simulation                            | Nein   | 20. August 2018                             |
| Prison Princess                                                     | Qureate                      | qureate                                         | Adventure Puzzle                      | Nein   | 30. Januar 2020                             |
| Prodigy                                                             | Hanakai Studio               | Forever Entertainment                           | Strategie-Rollenspiel                 | Nein   | 23. November 2017                           |
| Profane                                                             | OverPowered Team             | AlternativeSoftware                             | Action                                | Nein   | 28. Februar 2020                            |
| Professional Farmer: American Dream                                 | Raylight                     | UIG Entertainment                               | Landwirtschaftssimulation             | Ja     | 28. November 2019                           |
| Professional Farmer: Nintendo Switch Edition                        | Raylight                     | UIG Entertainment                               | Landwirtschaftssimulation             | Ja     | 29. November 2018                           |
| Professor Lupo and his Horrible Pets                                | BeautiFun Games              | BeautiFun Games                                 | Adventure                             | Nein   | 11. Juli 2019                               |
| Project Highrise: Architect's Edition                               | SomaSim                      | Kalypso                                         | Simulation                            | Ja     | 26. Oktober 2018                            |
| Project Nimbus: Complete Edition                                    | GameTomo                     | GameTomo                                        | Action                                | Nein   | 16. Mai 2019                                |
| Project Warlock                                                     | Buckshot Software            | Crunching Koalas                                | Ego-Shooter                           | Nein   | 11. Juni 2020                               |
| Proficient Paddles Deluxe                                           | Cyclone Studios              | Cyclone Studios                                 | Arcade                                | Nein   | 8. Januar 2019                              |
| Psikyo Shooting Stars Alpha                                         | City Connection              | NIS America                                     | Shoot 'em Up                          | Ja     | 24. Januar 2020                             |
| Psyvariar Delta                                                     | City Connection              | Dispatch Games                                  | Shoot 'em up                          | Nein   | 27. Juni 2019                               |
| Pub Encounter                                                       | D3 Publisher                 | D3 Publisher                                    | Visual Novel                          | Nein   | 14. Juni 2018                               |
| Pulstario                                                           | Mokuzai Studio               | Mokuzai Studio                                  | Adventure                             | Nein   | 23. Dezember 2019                           |
| Pumped BMX Pro                                                      | Yeah Us                      | Curve Digital                                   | Rennspiel                             | Nein   | 7. Februar 2019                             |
| Punch Club                                                          | Lazy Bear Games              | tinyBuild Games                                 | Sport                                 | Nein   | 24. Mai 2018                                |
| PuPaiPo Space Deluxe                                                | BolHut                       | BolHut                                          | Shoot 'em up                          | Nein   | 23. Januar 2020                             |
| Pure / Electric Love „Everyone else!“ - Ema Sakura                  | Dorasu                       | Dorasu                                          | Simulation                            | Nein   | 19. Juli 2018                               |
| Pure / Electric Love „Look at my eyes!“ - Moe Yamauchi              | Dorasu                       | Dorasu                                          | Simulation                            | Nein   | 19. Juli 2018                               |
| Pure / Electric Love „What do you want?“ - Eri Kitami               | Dorasu                       | Dorasu                                          | Simulation                            | Nein   | 19. Juli 2018                               |
| Pure Mahjong                                                        | the binary family GmbH       | the binary family GmbH                          | Mahjong                               | Nein   | 4. Juli 2019                                |
| Purrs In Heaven                                                     | EnjoyUp Games                | EnjoyUp Games                                   | Adventure Puzzle                      | Nein   | 17. April 2020                              |
| Push the Crate                                                      | Polygon Art                  | Polygon Art                                     | Adventure Puzzle                      | Nein   | 14. November 2019                           |
| Pushy and Pully in Blockland                                        | Resistance Studio            | Resistance Studio                               | Action                                | Nein   | 21. Mai 2020                                |
| Putty Palls                                                         | Harmonious Games             | Harmonious Games                                | Puzzle                                | Nein   | 19. Oktober 2017                            |
| Puyo Puyo Champions                                                 | Sonic Team                   | Sega                                            | Puzzle                                | Nein   | 7. Mai 2019                                 |
| Puyo Puyo Tetris                                                    | Sonic Team                   | Sega                                            | Puzzle                                | Ja     | 28. April 2017                              |
| Puzzle Adventure Blockle                                            | Intense                      | Intense                                         | Puzzle                                | Nein   | 3. August 2017                              |
| Puzzle Book                                                         | QubicGames                   | QubicGames                                      | Puzzle                                | Nein   | 11. Oktober 2019                            |
| Puzzle Box Maker                                                    | Bplus                        | Bplus                                           | Puzzle                                | Nein   | 21. Dezember 2017                           |
| Puzzle Herder                                                       | Tiny Trinket Games           | Tiny Trinket Games                              | Puzzle                                | Nein   | 1. Mai 2019                                 |
| Puzzle Puppers                                                      | Cardboard Keep               | Cardboard Keep                                  | Puzzle                                | Nein   | 20. Februar 2018                            |
| Puzzle Quest: The Legend Returns                                    | Infinite Interactive         | D3Publisher                                     | Puzzle Rollenspiel                    | Nein   | 19. September 2019                          |
| Puzzle Wall                                                         | Rainy Frog                   | Rainy Frog                                      | Puzzle                                | Nein   | 25. Oktober 2018                            |
| puzzlement                                                          | gamebra.in                   | gamebra.in                                      | Puzzle                                | Nein   | 7. November 2019                            |
| Puzzles for Toddlers & Kids: Animals, Cars and more                 | winterworks                  | winterworks                                     | Puzzle                                | Nein   | 26. Februar 2020                            |